# Nova Lacerda
Nova Lacerda là một đô thị thuộc bang Mato Grosso, Brasil. Đô thị này có diện tích 4734,162 km², dân số năm 2007 là 4855 người, mật độ 1,03 người/km².